# Прапор Юсьвинського району
Прапор Юсьвинського району є одним з офіційних символів муніципального утворення Юсьвинський район Пермського краю, Росія. Прапор прийнятий рішенням земських зборів Юсьвинського району № 143 від 29 грудня 2009 року.
Автором прапора є художник В. М. Оньков.

## Опис герба
Прапор являє собою прямокутне полотно зі співвідношенням ширини до довжини 2:3, розділене по горизонталі на дві рівні смуги, червону та блакитну. По середині прапора зображено лебедя з піднятими вгору крилами, над яким розташована перна, виконані у білому кольорі. Перна — солярний символ у вигляді двох паралельних косо розташованих смуг, схрещених під прямим кутом з двома такими же смугами.
У перекладі з комі-перм'яцької мови юсь означає лебідь, ва — вода, тобто Юсьва — лебедина вода. Саме тому на гербі зображено лебідь.